# 太平島機場

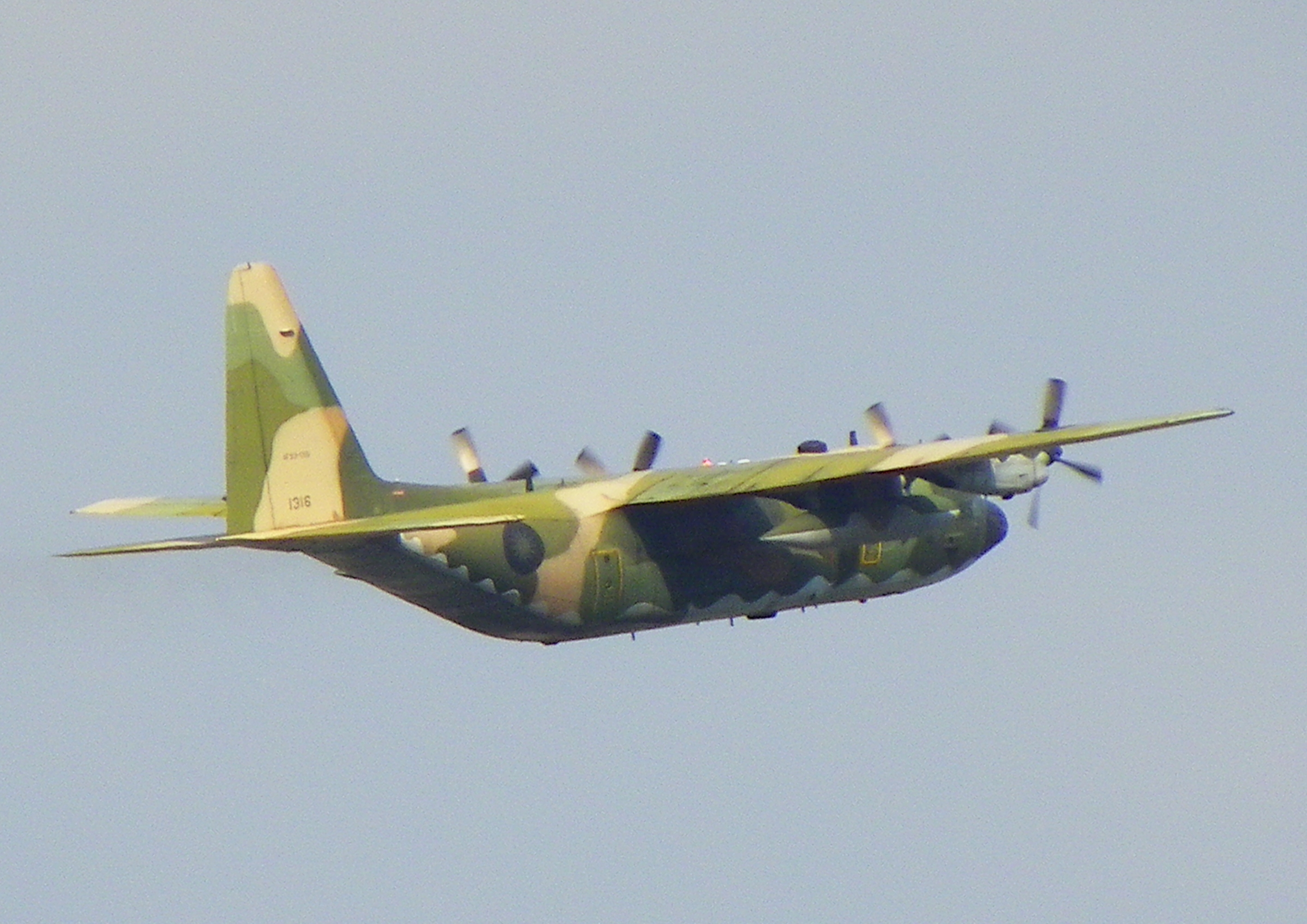
負責南沙太平島運補任務之中華民國空軍的C-130H運輸機

太平島機場，位於中華民國太平島上的機場。由中華民國空軍管理，每兩個月固定派遣一架C-130運輸機實施補給。機場有一條長1,200公尺、寬30公尺的跑道，其東停機坪可停放2架C-130運輸機，佔地7,800平方公尺，西迴機坪佔地1,800平方公尺。是目前中華民國政府管轄之領土最南端及最西端的機場。

## 背景和啟用
2006年，中華民國政府為了達成太平島與臺灣本島的時空收斂，因此委託中華民國國防部規劃與執行《太平專案》。中華民國國防部表示，在太平島上建造機場的必要性極高，興建之出發點為人道考量、方便醫療救援及日用品之補運。島上雖原有條石子路跑道，但僅能供輕航機起降，一般固定翼飛機無法起降，因此中華民國國防部規劃在島上以現有的中央道路拓寬加厚建成一條長約1,150公尺的柏油跑道供軍用運輸機起降。機場花了一年的時間於西元2007年12月12日竣工。
2008年2月2日，中華民國總統陳水扁在時任內政部部長李逸洋、國防部部長李天羽、行政院海岸巡防署署長王進旺、總統府副秘書長陳其邁等人陪同，搭乘C-130運輸機於當地時間上午10時32分抵達太平島機場，慰勉駐島官兵並拜早年，是第一位踏上南沙群島的國家元首。
2012年2月，中華民國在太平島上興建具有協助飛機降落的助導航設施的太康天線鐵塔，鐵塔高度約達7～8公尺，有助飛機起降，協助相關運補輸送作業。
2013年，機場跑道規劃由原來的1,150公尺延長350公尺至1,500公尺，以利C-130運輸機安全起降，但該長度仍無法提供戰鬥機起降。
2014年，預計進行機場跑道強化工程，內容為增設機場跑道助航燈光、跑道槽縫更新、增設儲（加）油設施及機場道面排水等設施，工期一年。
2015年，交通部國道新建工程局總工程司陳議標說，原本傳出機場跑道要延長到1,500公尺，但當地是綠蠵龜重要產卵地，增建會涉及環評問題，因此近2年的工程只是改善及新增設備，例如修補破損跑道面，增加機場跑道燈，讓飛機起降更安全，還有做排水溝。機場另增設2組2,500加侖的直立式儲油槽，與兩組輸油、加油等相關設備。完成後，屆時「除F-16戰隼戰鬥機及C-130運輸機外，預計還能乘載P-3反潛機的起降」。據了解，太平機場整建後不再只是簡易機場。

### 政策立場
2008年2月2日，中華民國總統陳水扁在主持太平島機場啟用典禮致詞時表示：
「臺灣對太平島擁有主權是毋庸置疑的，未來除持續強化駐地海巡單位各項軟硬體建設，以提升海巡值勤與維護海域安全的能量外，同時也責成國防部積極配合海巡署，共同肩負起捍衛我國海疆與領土完整的重責大任。」
陳前總統並表示2007年11月底菲律賓軍方一架S211型教練機在參與搜救因颱風而受困的漁民時，在太平島北方五十海哩處失蹤，菲國政府隨即請求臺灣協助搜尋，顯示臺灣有必要大幅提升海上救難、緊急醫療與後送補給的能量，以確保區域海域的安全，並善盡人道救援的義務。
「面對複雜且敏感的領土主權爭議，臺灣身為南海地區的當事國之一，陳前總統特別呼籲周邊各國依《聯合國憲章》及《聯合國海洋法公約》和平解決南海爭端。同時，臺灣願在主權平等的基礎上，接受《南海各方行為宣言》的內容，確保南海國際水道的暢通與安全，並期盼參與《南海行為準則》的制訂，早日實現南海的安全與穩定。」
從中清楚揭示「和平」、「生態」與「合作」才是「南海」共同的未來。

## 航路
太平島本身即處於政治型態及主權歸屬複雜的南中國海區域（南沙群島），且其位於馬尼拉飛航情報區、胡志明飛航情報區及新加坡飛航情報區之交界點附近（實際位置在馬尼拉飛航情報區內），因此航機執行運補任務時須低調進行，進出此空域時得向馬尼拉飛航情報區通報。
由於太平島距離臺灣本島甚遠，因此除了中華民國空軍每二個月一次的C-130運輸機運補班機外，並無其他定期航班。C-130運輸機從中華民國（臺灣）高雄國際機場出發前往太平島，飛機須由A577航路向南飛，至臺北飛航情報區邊界點KABAM時加入位於馬尼拉飛航情報區內的N892航路往西南方飛行，到了定位點ATBUD時轉入M772航路往南飛行（M772航路為北向單行航路，向南飛時須先向馬尼拉飛航情報區航管單位申請）200浬時至定位點VAVUM時則下降以目視飛行的方式進場。

## 主權爭議國之立場

### 中华人民共和国政府
中華人民共和國政府認為中華民國國防部在太平島進行機場建設是為了監控解放軍的中共神盾等艦隊。解放軍分析，中華民國空軍雖無法在太平島起降戰鬥機，但可以使用P-3獵戶座海上巡邏機進行對於全南中國海的監控。

### 越南政府
越南在太平島機場建成後向中華民國政府抗議其在南中國海太平島之作為屬於侵犯越南主權，越南外交部發言人黎勇發指出：「臺灣在南中國海建立機場將對於區域穩定、日後合作的情勢造成負面影響。」

### 引用
1. ↑  . 自由時報.   [2007-11-07]. （原始内容存档于2014-07-14）.
2. 1 2  世界民航雜誌 第144期 2009年6月號刊 《國際重要海道及空域樞紐的南中國海》p.53〈太平機場〉
3. ↑  . 交通部 台灣區國道新建工程局.   [2013-11-05].[]
4. ↑  .   [2016-02-01]. （原始内容存档于2015-12-23）.
5. ↑  總統視導南疆海域踏上太平島慰勉駐島官兵辛勞並向他們拜年 （页面存档备份，存于）, 中華民國總統府, 民國97年02月02日
6. ↑  陳總統抵南沙慰問官兵　主持簡易跑道啟用 （页面存档备份，存于）, 中華民國軍事新聞通訊社, 2008/02/02
7. ↑  《世界民航雜誌》第144期 2009年6月號刊 《國際重要海道及空域樞紐的南中國海》p.54〈空中航路〉
8. ↑  .   [2012-04-04]. （原始内容存档于2012-02-20）.

## 外部連結
- 太平島空拍照，有明顯的跑道。（页面存档备份，存于）
- 電子式飛航指南，CIVIL AERONAUTICS ADMINISTRATION MOTC R.O.C.（繁體中文）（英文）